# Патрульные корабли типа «Нордкап»
Патрульные корабли типа «Нордкап» (норв. Nordkapp-klassen) — серия норвежских кораблей береговой охраны. Всего в 1980—1982 годах было построено три корабля этого типа. Первоначально планировалось построить семь, однако затем это число было уменьшено до трёх, вследствие сокращения бюджета береговой охраны в 1977 году. В 2000—2001 годах, все три корабля прошли модернизацию, включавшую в себя установку нового радиолокационного и гидролокационного оборудования. Патрульные корабли типа «Нордкап» относятся к ледовому классу и предназначены для выполнения широкого круга задач, включая патрульную, пожарную службу и борьбу с разливами нефти.

## Представители
| Название         | Заводской номер | Спуск на воду | Вступление в строй |
| ---------------- | --------------- | ------------- | ------------------ |
| Нордкап Nordkapp | W 320           | 2 апреля 1980 | 25 апреля 1981     |
| Сенья Senja      | W 321           | 16 марта 1980 | 6 марта 1981       |
| Анденес Andenes  | W 322           | 21 марта 1981 | 30 января 1982     |